# جالييرا
جالييرا (بالإيطالية: Galliera)‏ هي بلدية في مقاطعة بولونيا في إقليم إميليا رومانيا الإيطالي.

## السكان
في سنة 1861 بلغ عدد السكان 3٬343 نسمة، وتطور العدد ليصل في سنة 2011 لـ 5٬462 نسمة.
يظهر هذا المخطط البياني تطور النمو السكاني لـ جالييرا